# Ерніальде
Ерніальде (баск. Hernialde, ісп. Hernialde) — муніципалітет в Іспанії, у складі автономної спільноти Країна Басків, у провінції Гіпускоа. Населення — 346 осіб (2009).
Муніципалітет розташований на відстані близько 330 км на північний схід від Мадрида, 20 км на південний захід від Сан-Себастьяна.

## Демографія
Динаміка населення (INE ):

## Галерея зображень

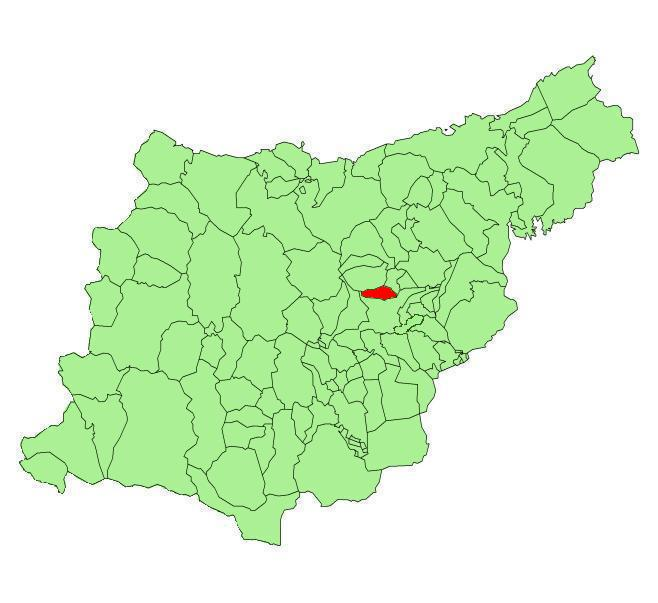
Розташування муніципалітету
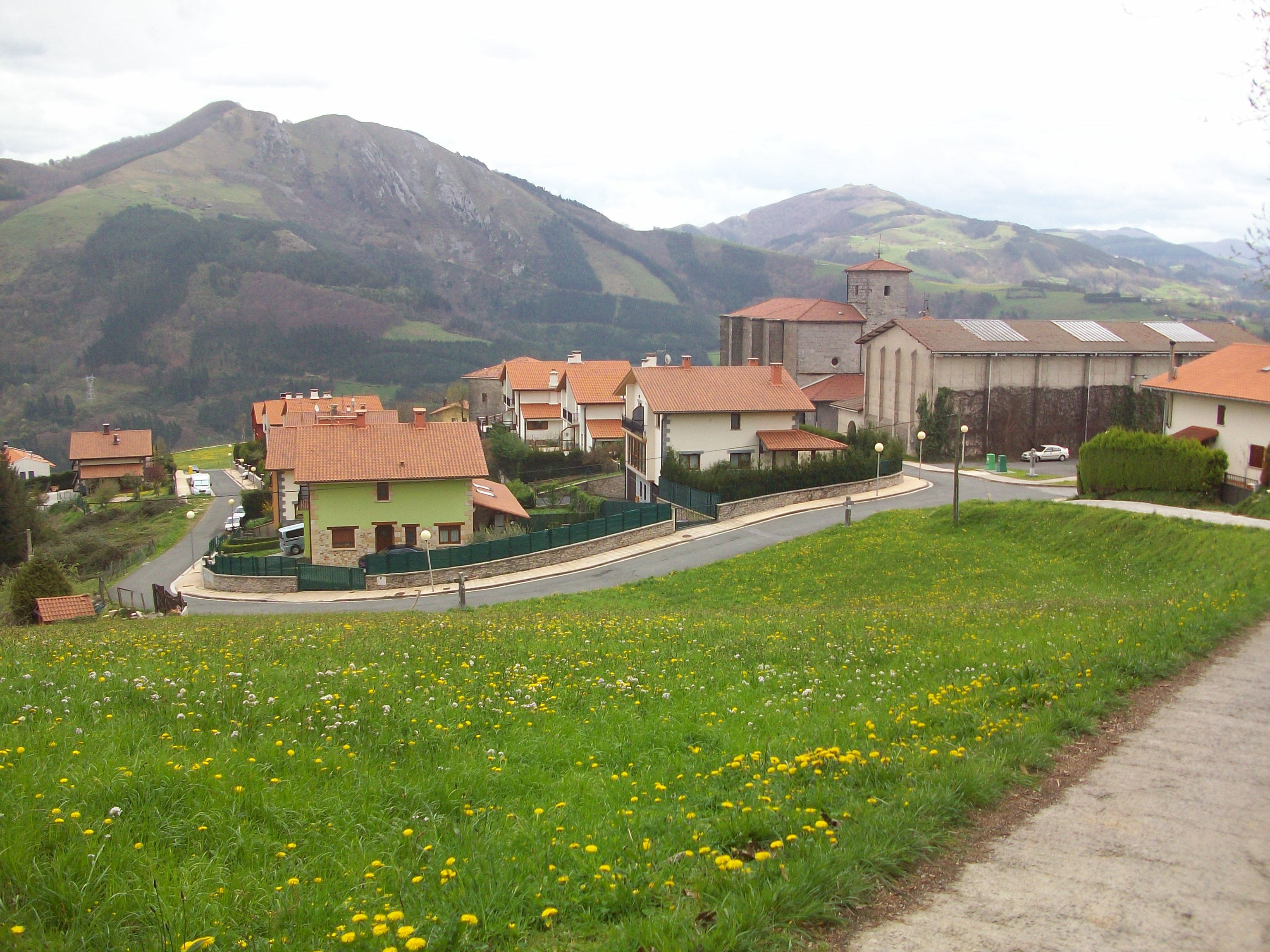
Ерніальде
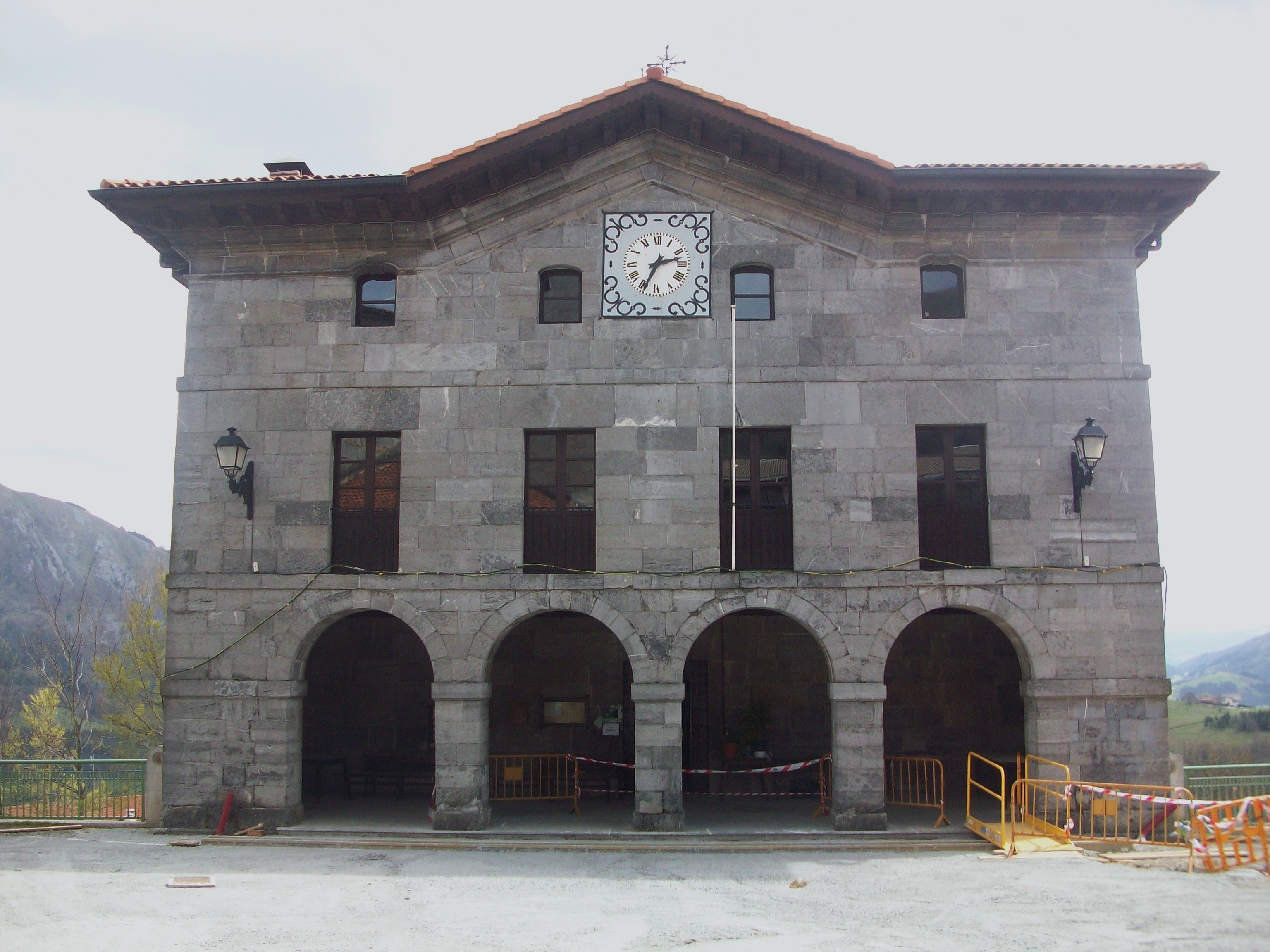
Муніципальна рада
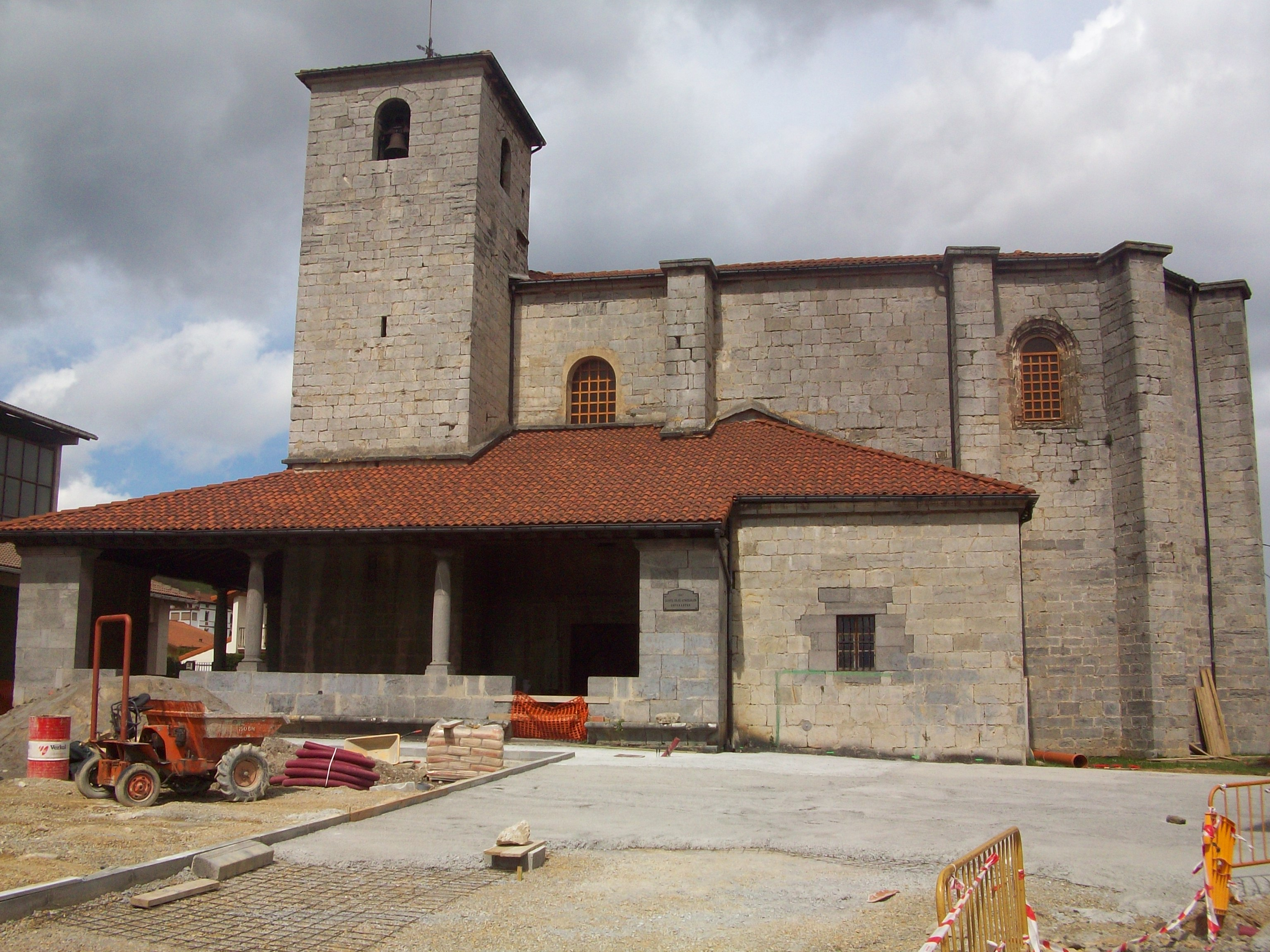
Церква у Ерніальде